# Karol Młodnicki

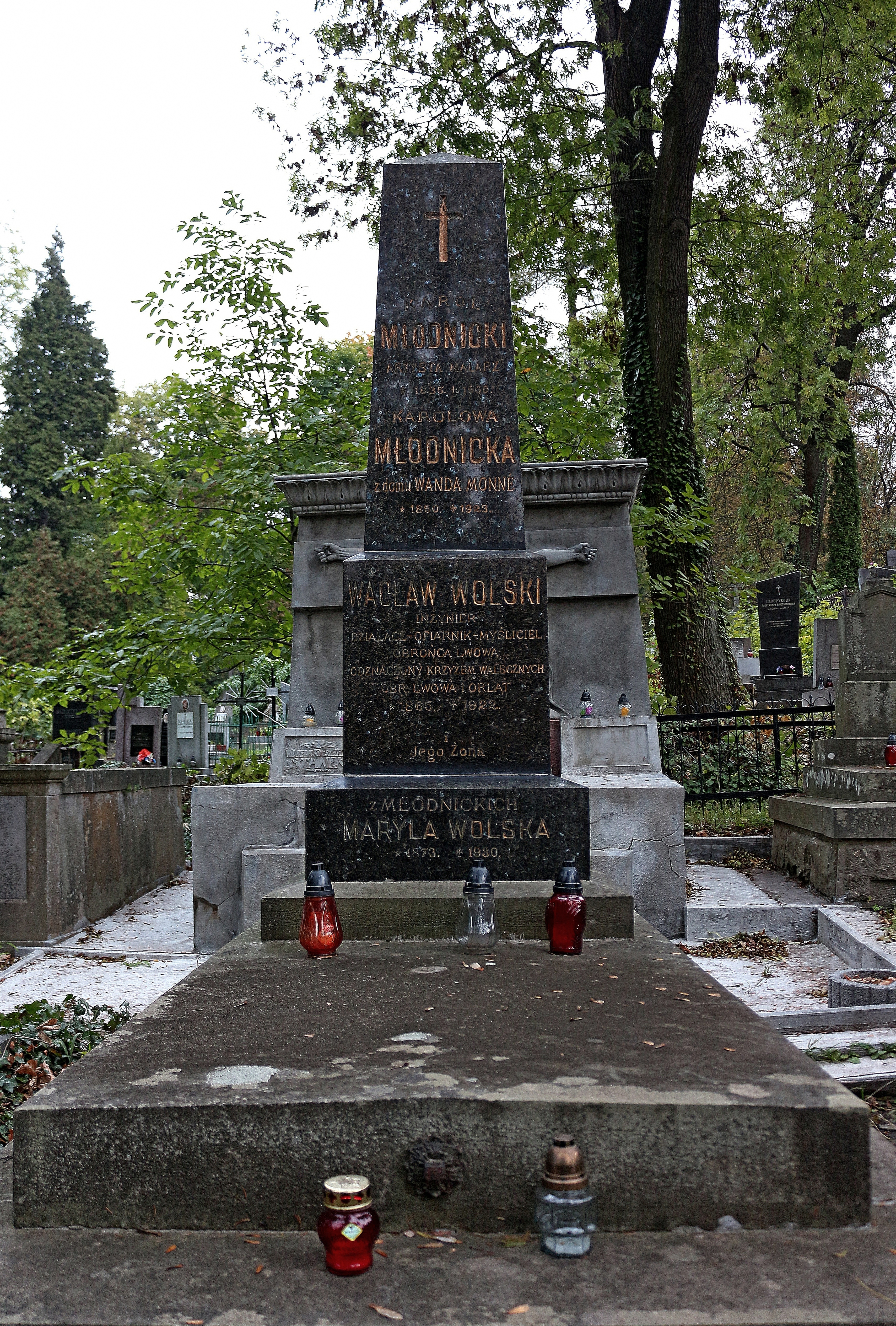
Grób Karola Młodnickiego

Karol Młodnicki (ur. 27 września 1835 w Daszawie, zm. 1 marca 1900 we Lwowie) – malarz i drzeworytnik polski, małżonek Wandy Młodnickiej (1850-1923) z domu Monné.

## Życiorys
Naukę malarstwa rozpoczął we Lwowie u Jana Maszkowskiego. Następnie wraz z jego synem Marcelim Maszkowskim wybrał się na studia do Monachium.
Studiował od 11 maja 1857 na Akademii Sztuk Pięknych w Monachium, rysunek u Johanna Georga Hiltenspergera (1806–1890), a następnie malarstwo u Carla Theodora von Piloty'ego, Moritza von Schwinda i Wilhelma von Kaulbacha. Po studiach w Monachium tworzył w latach 1861–1863 w Paryżu pod kierunkiem Leona Cognieta, przebywał też w Lipsku i Dreźnie.
Wróciwszy do kraju osiadł we Lwowie, przebywał również u rodziców w Mikołajowie.
Działał w środowisku malarzy lwowskich. W roku 1868 współorganizował pogrzeb Artura Grottgera na Cmentarzu Łyczakowskim. 28 stycznia 1871 poślubił narzeczoną Grottgera, Wandę Monné, i wraz z nią gromadził pamiątki po zmarłym artyście.
W roku 1871 został nauczycielem rysunku w trzech gimnazjach lwowskich oraz w Seminarium Nauczycielskim. Udzielał też prywatnych lekcji rysunku. Zajmował się malarstwem portretowym i rodzajowym. Współpracował jako rysownik ze „Strzechą”, „Tygodnikiem Ilustrowanym” i „Kłosami”.
W roku 1883 wszedł do zarządu lwowskiego koła literacko-artystycznego, a w roku 1885 przyczynił się do budowy pomnika Artura Grottgera w lwowskim kościele Dominikanów.
Karol Młodnicki był współzałożycielem i wiceprezesem Towarzystwa Przyjaciół Sztuk Pięknych we Lwowie. Należał też w roku 1894 do organizatorów Powszechnej Wystawy Krajowej we Lwowie.